# Ирвинг, Макс
Макс Ирвинг (англ. Max Irving; род. 21 мая 1995, Лонг-Бич, Калифорния) — американский ватерполист, игрок сборной США. Бронзовый призёр летних Олимпийских игр 2024 года, двукратный чемпион Панамериканских игр. Участник летних Олимпийских игр 2020 и 2024 годов.

## Карьера
Макс Ирвинг проходил обучение в Калифорнийском университете в Лос-Анджелесе и играл за университетскую спортивную команду. Выиграл бронзовую медаль на Универсиаде 2015 года в Кванджу в составе студенческой сборной США.
С 2017 года Ирвинг играет в национальной сборной США.
В финале Панамериканских игр 2019 года команда Соединенных Штатов обыграла Канаду, а Макс стал чемпионом Панамериканских игр. На Олимпийских играх 2021 года в Токио Макс Ирвинг вместе со своей командой проиграл испанцам в четвертьфинале, а американцы на том соревновании стали шестыми.
На Панамериканских играх 2023 года сборная США, в составе которой играл Ирвинг, одержала победу, победив бразильцев в финальной встрече. Макс стал двукратным чемпионом Панамериканских игр.
На Олимпийских играх в Париже сборная США заняла третье место на групповом этапе. В четвертьфинале американцы выиграли у австралийцев по пенальти, а в поединке за третье место обыграли венгров также по пенальти. Ирвинг в матче за третье место забил гол и реализовал пенальти в серии послематчевых штрафных.